# 특허 정보 검색 서비스
특허정보 검색서비스(Korea Intellectual Property Rights Information Service; KIPRIS)는 지식재산권에 대한 정보를 데이터베이스로 구축하여 인터넷을 통해 무료로 이용할 수 있도록 하는 검색서비스이다.

## 개요
특허정보 이용의 편의성을 높여 중소·벤처기업 및 발명인의 특허정보획득에 소요되는 비용부담을 완화하고 특허정보 활용의 저변을 확대하기 위한 목적으로 특허청 예산으로 운영되고 있다.KIPRIS는 특허·실용신안, 디자인, 상표, 심판, 한국특허영문초록(KPA), 해외특허, 해외상표 등의 정보를 서비스한다.
수준별 검색기능을 제공하며, 별도의 뷰어 설치가 필요없이 공보전문 열람할 수 있다.

## 검색 기능
- 통합검색 - KIPRIS 통합검색은 서비스되는 모든 지식재산권(특허, 실용신안, 디자인, 상표, 해외특허)에 대하여 권리구분 없이 전 권리를 한 번에 검색    하는 것으로, 특허 검색에 익숙하지 않은 초보 이용자를 위한 검색 기능이다. 통합검색은 검색결과 건수에 대한 제한이 없고, 검색결과에 대한 권리별 보기가 가능하다. 검색결과 화면에서 간략한 초록정보와 함께 해당 결과에 대한 상세정보 및 전문 열람이 가능하고, 상단의 특허실용, 디자인, 상표 등 각각의 권리명을 클릭하면 해당 권리에 대한 내용 조회가 가능하다.

- 권리별 검색 - KIPRIS 이용자는 홈페이지 초기화면 상단 메뉴에서 검색하고자 하는 권리를 선택하여 원하는 검색서비스를 이용할 수 있다. 권리별로 특허·실용신안검색, 디자인검색(물품의 디자인), 상표검색(상품의 브랜드명, 로고 및 서비스표), 심판검색(지식재산권 관련 심판사항), 한국특허영문초록(KPA)검색, 해외특허검색(미국, 유럽, PCT, 일본, 중국, 영국, 독일, 프랑스 특허) 및 해외상표검색(미국, 일본, 호주, 캐나다 상표)으로 구분된다. 각 권리별로 일반검색과 항목별검색으로 구분되며, 검색어 입력란에 해당 검색어를 입력하여 검색을 할 수 있다.[3]

## 부가서비스
KIPRIS는 특허검색 툴바, 찾아가는 특허검색서비스, K2E-PAT 서비스(한>영 자동번영서비스), KIPRISPlus 웹서비스의 기능을 부가서비스 하고 있다.
부분유료로 제공되는 노시스의 패트플렉스(https://web.archive.org/web/20180227153350/http://www.patplex.com/), 유료로 제공되는 서비스로는 윕스에서 제공되는 윕스온(https://www.wipson.com/), 워트인텔리전스에서 제공되는 키워트(http://www.keywert.com/) 등이 있다.